# Порчино (Верона)
Порчино је насеље у Италији у округу Верона, региону Венето.
Према процени из 2011. у насељу је живело 153 становника. Насеље се налази на надморској висини од 316 м.